# Filipe Rinaldi
Filipe Rinaldi (em italiano:  Filippo Rinaldi) foi um religioso italiano, Reitor-Mor da Congregação Salesiana de 1922 a 1931 como terceiro sucessor de São João Bosco. Ele entrou para a ordem dos salesianos em 1867 e foi ordenado sacerdote no ano seguinte. Após o falecimento do beato Miguel Rúa, Dom Rinaldi assumiu como Reitor-Mor.
Ele fundou o Instituto Salesiano Voluntárias de Dom Bosco.